# Maj 2006 w sporcie
Zobacz też: Maj 2006 • Zmarli w maju 2006 • Maj 2006 w Wikinews

## 31 maja
- Piłka nożna
  - II liga polska – Lechia Gdańsk – Górnik Polkowice 3:2, Podbeskidzie Bielsko-Biała – Jagiellonia Białystok 0:1, Zagłębie Sosnowiec – KSZO Ostrowiec Świętokrzyski 3:1, Radomiak Radom – Polonia Bytom 2:0, Śląsk Wrocław – Świt Nowy Dwór Mazowiecki 3:0, HEKO Czermno – Szczakowianka Jaworzno 4:0, Drwęca Nowe Miasto – ŁKS Łódź 0:1, Ruch Chorzów – Piast Gliwice 5:0, Widzew Łódź – Zawisza Bydgoszcz 9:0.
  - II liga polska – Widzew Łódź zapewnił sobie awans do Orange Ekstraklasy (na dwie kolejki przed końcem sezonu) po zwycięstwie 2:0 (0:0) z Zawiszą Bydgoszcz w meczu na szczycie piłkarskiej II ligi.
  - Sparingi przed mundialem: Iran – Bośnia i Hercegowina 5:2, Gruzja – Paragwaj 0:1, Arabia Saudyjska – Turcja 0:1, Słowenia – Trynidad i Tobago 3:1, Szwajcaria – Włochy 1:1, Francja – Dania 2:0.

## 30 maja
- Piłka nożna
  - Sparingi przed mundialem: Czechy – Kostaryka 1:0, Polska – Kolumbia 1:2, Chile – Wybrzeże Kości Słoniowej 1:1, Niemcy – Japonia 2:2, Tunezja – Białoruś 3:0, Argentyna – Angola 2:0, Anglia – Węgry 3:1.
- Koszykówka
  - NBA: Phoenix Suns – Dallas Mavericks 106:86 (gracz meczu Leandrinho Barbosa).

## 29 maja
- Piłka nożna
  - Sparingi przed mundialem: Jamajka – Ghana 4:1.
- Koszykówka
  - NBA: Miami Heat – Detroit Pistons 89:78 (gracz meczu Dwyane Wade).

## 28 maja
- Piłka nożna
  - Na zakończenie zgrupowania w Bad Ragaz piłkarska reprezentacja Polski pokonała w towarzyskim meczu czwartoligowy szwajcarski FC Winklen St. Gallen 10:0 (3:0). Spotkanie trwało godzinę.
  - Sparingi przed mundialem: Macedonia – Ekwador 2:1, Ukraina – Kostaryka 4:0, Chorwacja – Iran 2:2, USA – Łotwa 1:0.
- Koszykówka
  - NBA: Phoenix Suns – Dallas Mavericks 88:95 (gracz meczu Dirk Nowitzki).
- Tenis
  - Rozpoczął się wielkoszlemowy French Open 2006.
- Kolarstwo szosowe
  - Zakończyła się 89. edycja Wyścigu Dookoła Włoch. Zwycięzcą został Ivan Basso (Team CSC). Ostatni etap wygrał Robert Forster z Gerolsteiner. Prowadzenie w klasyfikacji punktowej odzyskał na dzisiejszym etapie Paolo Bettini. Pierwsza dziesiątka klasyfikacji generalnej wygląda następująco:

| 1. Ivan Basso Włochy Team CSC 91.33.36 2. José E. Gutierrez Cataluna Hiszpania Phonak Hearing Systems 9.18 3. Gilberto Simoni Włochy Saunier Duval-Prodir 11.59 4. Damiano Cunego Włochy Lampre-Fondital 18.16 5. Paolo Savoldelli Włochy Discovery Channel Pro Cycling Team 19.22 6. Sandy Casar Francja Française des Jeux 23.53 7. Juan Manuel Gárate Hiszpania Quick Step-Innergetic 24.26 8. Franco Pellizotti Włochy Liquigas 25.57 9. Víctor Hugo Peña Kolumbia Phonak Hearing Systems 26.27 10. Francisco J. Vila Errandonea Hiszpania Lampre-Fondital 27.34 19. Sylwester Szmyd Polska Lampre-Fondital |

## 27 maja
- Piłka nożna
  - W piątek Marek Penksa spotkał się po raz kolejny z Jakubem Jaroszem, by porozmawiać na temat przedłużenia swojego kontraktu. Doszliśmy praktycznie do porozumienia – powiedział po spotkaniu.
  - Sparingi przed mundialem: Niemcy – Luksemburg 7:0, Szwajcaria – Wybrzeże Kości Słoniowej 1:1, Trynidad i Tobago – Walia 1:2, Portugalia – Republika Zielonego Przylądka 4:1, Dania – Paragwaj 1:1, Serbia i Czarnogóra – Urugwaj 1:1, Holandia – Kamerun 1:0, Francja – Meksyk 1:0, Hiszpania – Rosja 0:0.
- Koszykówka
  - NBA: Miami Heat – Detroit Pistons 98:83 (gracz meczu Dwyane Wade).
- Tenis – finały turniejowe z tego tygodnia:
  - ATP Pörtschach: Nikołaj Dawydienko (Rosja) – Andrei Pavel (Rumunia) 6-0, 6-3
  - WTA Strasburg: Nicole Vaidišová (Czechy) – Peng Shuai (Chiny) 7-6, 6-3
  - WTA Stambuł: Szachar Pe’er (Izrael) – Anastasija Myskina (Rosja) 1-6, 6-3, 7-6
- Kolarstwo szosowe
  - Giro d’Italia: Ivan Basso wygrał przedostatni (20.) etap tegorocznej edycji wyścigu z Trento do Aprica (211 km). Na ostatnim podjeździe w błyskotliwym stylu pokonał swoich największych rywali: Gilberto Simoniego i Damiano Cunego.

## 26 maja
- Piłka nożna
  - Andrij Szewczenko opuszcza A.C. Milan po siedmiu latach spędzonych w tym klubie. Ukraiński piłkarz, najskuteczniejszy strzelec w historii rozgrywek o Puchar Europy, zamierza grać w Chelsea F.C.
  - Sparingi przed mundialem: Korea Południowa – Bośnia i Hercegowina 2:0, Czechy – Arabia Saudyjska 2:0, Turcja – Ghana 1:1, Stany Zjednoczone – Wenezuela 1:1.
- Koszykówka
  - NBA: Dallas Mavericks – Phoenix Suns 105:98 (gracz meczu Dirk Nowitzki).

## 25 maja
- Piłka nożna
  - Sprawdziły się spekulacje dotyczące transferu Roberta Pirèsa. Piłkarski mistrz świata (1998 rok) i Europy (2000), podpisał w czwartek dwuletni kontrakt z Villarrealem.
  - Ekwador zremisował z Kolumbią 1:1 (0:0) w towarzyskim meczu piłkarskim rozegranym w środę w East Rutherford w stanie New Jersey.
  - Sparingi przed mundialem: Australia – Grecja 1:0, Szwecja – Finlandia 0:0, Ekwador – Kolumbia 1:1.
- Koszykówka
  - NBA: Detroit Pistons – Miami Heat 92:88 (gracz meczu Tayshaun Prince).
- Kolarstwo szosowe
  - Giro d’Italia: 18. etap z Sillian do Gemona del Friuli o długości 210 km nie przyniósł znaczących zmian w klasyfikacji generalnej. Etap wygrał Niemiec Stefan Schumacher (Gerolsteiner). Liderem pozostaje niezagrożony już praktycznie Ivan Basso. Z wyścigu wycofał się na dzisiejszym etapie Piotr Mazur.

## 24 maja
- Piłka nożna
  - Napastnik Legii Warszawa Cezary Kucharski ogłosił zakończenie kariery zawodniczej. Uczynił to w środę w Warszawie na specjalnej konferencji prasowej, w obecności trenera Legii Dariusza Wdowczyka, członka zarządu klubu Jarosława Ostrowskiego, menedżera i przyjaciela piłkarza, Jacka Kępińskiemu.
  - 31. kolejka II ligi polskiej: Piast Gliwice – Radomiak Radom 2:2, Jagiellonia Białystok – Ruch Chorzów 0:2, Szczakowianka Jaworzno – Śląsk Wrocław 0:1, Polonia Bytom – Drwęca Nowe Miasto Lubawskie 2:1, KSZO Ostrowiec Świętokrzyski – Widzew Łódź 0:2, Górnik Polkowice – Zagłębie Sosnowiec 1:1, Zawisza Bydgoszcz – Podbeskidzie Bielsko-Biała 1:0, ŁKS Łódź – HEKO Czermno 3:0, Świt Nowy Dwór Mazowiecki – Lechia Gdańsk 0:0.
  - Sparingi przed mundialem Norwegia – Paragwaj 2:2.
- Koszykówka
  - Dallas Mavericks – Phoenix Suns 118:121 (gracz meczu Steve Nash).
- Kolarstwo szosowe
  - Giro d’Italia: Włoch Leonardo Piepoli wygrał 17. etap. Odcinek skrócono ze 133 km do 121 z powodu bardzo złej pogody. Jest to drugie zwycięstwo tego zawodnika w tegorocznej edycji wyścigu. Jako drugi na metę wjechał Ivan Basso, potwierdzając tym samym swą pozycję lidera. Najlepszy z Polaków, Sylwester Szmyd zajmuje wysoką, 21. pozycję.

## 23 maja
- Piłka nożna
  - W Warszawie w godzinach porannych w wieku 85 lat zmarł były trener piłkarskiej reprezentacji Polski – Kazimierz Górski.
  - Arsenal F.C. podpisał kontrakt z gwiazdą Borussii Dortmund i reprezentacji Czech, Tomášem Rosickým, podała oficjalna strona londyńskiego klubu. Suma transferu nie została ujawniona.
  - Sparingi przed mundialem: Austria – Chorwacja 1:4, Stany Zjednoczone – Maroko 0:1.
- Koszykówka
  - NBA: Detroit Pistons – Miami Heat 86:91 (gracz meczu Dwyane Wade).
- Kolarstwo szosowe
  - Giro d’Italia: Ivan Basso wygrał kolejny, 16. etap z Rovato do Trento Monte Bondone o długości 173 km, dystansując tym samym wszystkich rywali i powiększając swoje prowadzenie w klasyfikacji generalnej. Drugi na mecie był Gilberto Simoni z blisko 1,5 minutową stratą.

## 22 maja
- Piłka nożna
  - Obrońca Lecha Poznań Bartosz Bosacki zastąpi Damiana Gorawskiego w piłkarskiej reprezentacji Polski na mistrzostwa świata w Niemczech.
- Koszykówka
  - NBA: San Antonio Spurs – Dallas Mavericks 111:119 (gracz meczu Dirk Nowitzki), Phoenix Suns – LA Clippers 127:107 (gracz meczu Shawn Marion).
- Kolarstwo szosowe
  - Giro d’Italia: Włoch Paolo Bettini po bardzo szybkim sprincie z peletonu (70 km/h!) wygrał 15. etap tego wyścigu prowadzący z Mergozzo do Brescii (189 km). W klasyfikacji generalnej bez zmian – liderem pozostaje Ivan Basso.

## 21 maja
- Piłka nożna
  - 30. kolejka II ligi polskiej: HEKO Czermno – Polonia Bytom 0:3, Drwęca Nowe Miasto – Piast Gliwice 0:0, Śląsk Wrocław – ŁKS Łódź 0:0, Widzew Łódź – Górnik Polkowice 0:0.
- Rajdowe mistrzostwa świata
  - Rajd Sardynii 2006: Zwycięzca rajdu został Francuz Sébastien Loeb, drugi ze stratą ponad dwóch i pół minuty był Fin Mikko Hirvonen. Trzeci na metę przyjechał Hiszpan Daniel Sordo ze stratą trzech i pół minuty do lidera. Polak Michał Kościuszko uplasował się na 32. miejscu.
- Kolarstwo szosowe
  - Zakończył się 86. wyścig kolarski Dookoła Katalonii. Ostatni etap z metą w Barcelonie wygrał Włoch Daniele Bennati. W generalnej klasyfikacji zwycięstwo odniósł Hiszpan David Cañada (Saunier Duval-Prodir), drugi był Kolumbijczyk Santiago Botero, a trzeci Francuz Christophe Moreau.
- Tenis – finały turniejowe z tego tygodnia:
  - ATP Hamburg: Tommy Robredo (Hiszpania) – Radek Štěpánek (Czechy) 6-1, 6-3, 6-3
  - WTA Rzym: Martina Hingis (Szwajcaria) – Dinara Safina (Rosja) 6-2, 7-5
    - jest to 41 tytuł w karierze Hingis, ale dopiero pierwszy po jej tegorocznym powrocie na korty

  - WTA Rabat: Meghann Shaughnessy (USA) – Martina Suchá (Słowacja) 6-2, 3-6, 6-3
- Hokej na lodzie
  - Mistrzostwa Świata: Reprezentacja Szwecji zdobyła w Rydze ósmy tytuł mistrza świata. W finale Szwedzi pokonali broniących tytułu mistrzowskiego Czechów 4:0 (2:0, 2:0. 0:0). Brązowy medal wywalczyła Finlandia, zwyciężając nad Kanadą 5:0 (1:0, 2:0, 2:0).
- Koszykówka
  - NBA: Detroit Pistons – Cleveland Cavs 79:61 (gracz meczu Tayshaun Prince).

## 20 maja
- Piłka nożna
  - Niemiec Dietmar Hamann ogłosił zakończenie reprezentacyjnej kariery. Piłkarz Liverpoolu nie znalazł się w kadrze selekcjonera Jürgena Klinsmanna na mistrzostwa świata.
  - W charytatywnym meczu piłkarskim, rozegranym w sobotę na stadionie Widzewa w Łodzi, oldboje reprezentacji Polski (Polska FC) przegrali z drużyną złożoną z byłych piłkarzy Realu Madryt 2:3 (0:1). Spotkanie obejrzało 5 tys. reprezentację „biało-czerwonych” poprowadził Henryk Kasperczak.
  - 30. kolejka II ligi polskiej: Jagiellonia Białystok – Zawisza Bydgoszcz 3:1, Zagłębie Sosnowiec – Świt Nowy Dwór Mazowiecki 3:1, Podbeskidzie Bielsko-Biała – KSZO Ostrowiec Świętokrzyski 1:0, Lechia Gdańsk – Szczakowianka Jaworzno 3:0, Ruch Chorzów – Radomiak Radom 2:1.
  - 38. kolejka Primera División: Athletic Bilbao – FC Barcelona 3:1.
- Kolarstwo szosowe
  - Giro d’Italia: 13. etap z Alessandrii do La Thuile wygrał Włoch Leonardo Piepoli. Drugie miejsce zajął lider Ivan Basso zyskując kolejne minuty przewagi nad rywalami i zachowując koszulkę lidera (maglia rosa). Zwycięzca trzech etapów w tegorocznym wyścigu, australijski kolarz Robbie McEwen z grupy Davitamon wycofał się przed startem do sobotniego etapu.
  - Wyścig Pokoju: Ostatni etap do Hanoweru wygrał Niemiec Torsten Schmidt. Zwycięstwo w generalnej klasyfikacji przypadło Włochowi, Giampaolo Cheuna. Polacy wypadli bardzo słabo, nie wyróżniając się na żadnym z etapów. Najlepszy z Polaków, Tomasz Marczyński zajął ostatecznie 17. miejsce w generalnej klasyfikacji. Najlepsza polska grupa zawodowa Intel-Action w klasyfikacji drużynowej zajęła odległą, 14. pozycję.

## 19 maja
- Piłka nożna
  - Według brytyjskich mediów, francuski napastnik Arsenalu Londyn Thierry Henry podpisze nowy kontrakt z tym klubem. Wcześniej prasa spekulowała, że Francuz jest bliski związania się z Barceloną.
  - Szkoleniowiec piłkarzy Widzewa Łódź Stefan Majewski po zakończeniu obecnego sezonu pożegna się z łódzką drużyną – poinformowały w piątek władze klubu.
  - Piotr Giza przedłużył w piątek kontrakt z Cracovią do 2010 roku. Do tej pory ten piłkarz krakowskiego klubu miał podpisaną umowę do 2008 roku.
- Koszykówka
  - PLK: 5. mecz finałowy pary Prokom Trefl Sopot – Anwil Włocławek 89:62 (gracz meczu Filip Dylewicz).
  - NBA: Cleveland Cavs – Detroit Pistons 82:84 (gracz meczu Tayshaun Prince), Dallas Mavericks – San Antonio Spurs 86:91 (gracz meczu Manu Ginóbili).

## 18 maja
- Kolarstwo szosowe
  - Giro d’Italia – Niemiec Jan Ullrich wygrał etap jazdy na czas we włoskiej miejscowości Pontedera o długości 50 km. Pokonał ten odcinek w 58 minut i 48 sekund. Jest to oznaka powrotu do formy Kaisera (tak nazywają tego zawodnika w peletonie) po kontuzji kolana, jaką przeszedł na początku roku. Drugi na mecie, z 0:28 straty był Włoch Ivan Basso, który utwierdził się na pozycji lidera.
- Piłka nożna
  - Piłkarz reprezentacji Polski Jacek Krzynówek podpisał trzyletni kontrakt z pierwszoligową drużyną niemiecką VfL Wolfsburg – poinformował klub. Przez ostatnie dwa lata występował w innym zespole Bundesligi – Bayerze 04 Leverkusen.
- Koszykówka
  - NBA: LA Clippers – Phoenix Suns 118:106 (gracz meczu Elton Brand).

## 17 maja
- Kolarstwo szosowe
  - Dookoła Katalonii – zwycięzcą trzeciego etapu został Thor Hushovd po finiszu z peletonu. Dało mu to prowadzenie w klasyfikacji generalnej.
- Piłka nożna
  - Franciszek Smuda został nowym trenerem piłkarzy KKS Lech Poznań. 58-letni szkoleniowiec, prowadzący ostatnio Zagłębie Lubin, podpisał z poznańskim klubem kontrakt na trzy lata.
  - Liga Mistrzów UEFA: FC Barcelona pokonała w meczu finałowym Arsenal F.C. (2:1) i zdobyła po raz drugi Puchar Mistrzów.
  - 29. kolejka II ligi polskiej: Piast Gliwice – HEKO Czermno 2:0, Polonia Bytom – Śląsk Wrocław 3:1, Szczakowianka Jaworzno – Zagłębie Sosnowiec 1:4, ŁKS Łódź – Lechia Gdańsk 1:0, Górnik Polkowice – Podbeskidzie Bielsko-Biała 0:1, KSZO Ostrowiec Świętokrzyski – Jagiellonia Białystok 0:0, Zawisza Bydgoszcz – Ruch Chorzów 1:1, Świt Nowy Dwór Mazowiecki – Widzew Łódź 1:1, Radomiak Radom – Finishparkiet 2:2.
- Koszykówka
  - NBA: Detroit Pistons – Cleveland Cavs 84:86 (gracz meczu LeBron James), San Antonio Spurs – Dallas Mavericks 98:97 (gracz meczu Tim Duncan).

## 16 maja
- Kolarstwo szosowe
  - Giro d’Italia: Włoch Franco Pellizotti wygrał 10. etap, mając ponad 3 minuty przewagi nad czołowymi kolarzami wyścigu. Liderem pozostaje Ivan Basso. Sylwester Szmyd zajmuje obecnie 19. pozycję ze stratą ponad 5 minut do lidera.
- Piłka nożna
  - Klub Derby County rozwiązał kontrakt z byłym piłkarzem reprezentacji Polski, obrońcą Tomaszem Hajto, który był zawodnikiem tego zespołu od stycznia 2006 roku.
  - Moussa Ouattara podpisał dwuletni kontrakt z FC Kaiserslautern – poinformowano na oficjalnej stronie internetowej niemieckiego zespołu. Piłkarza ciągle jednak obowiązuje umowa z Legią Warszawa.
  - Piłkarze Korony Kielce pokonali w meczu towarzyskim na własnym stadionie Borussię Dortmund 4:1 (3:0). Hat trickiem popisał się król strzelców Orange Ekstraklasy, Grzegorz Piechna.
  - 38. kolejka Primera División: CA Osasuna – Valencia CF 2:1, Sevilla FC – Real Madryt 4:3.
- Koszykówka
  - PLK: 4. mecz finałowy pary Anwil Włocławek – Prokom Trefl Sopot 53:84 (gracz meczu Christian Dalmau).
  - NBA: Miami Heat – New Jersey Nets 106:105 (gracz meczu Antoine Walker), Phoenix Suns – LA Clippers 125:118 (gracz meczu Shawn Marion).

## 15 maja
- Piłka nożna
  - Grający dotychczas w Bayernie Monachium niemiecki piłkarz Michael Ballack podpisał kontrakt z Chelsea F.C. Z bawarskim klubem zawodnik ten trzykrotnie zdobył mistrzostwo Niemiec.
  - MŚ 2006: Paweł Janas ogłosił w poniedziałek wieczorem kadrę na mistrzostwa świata w Niemczech. Wśród wybranych piłkarzy zabrakło Jerzego Dudka, Tomasza Kłosa i Tomasza Frankowskiego! Skład reprezentacji Polski:
    - Bramkarze: Artur Boruc, Tomasz Kuszczak, Łukasz Fabiański
    - Obrońcy: Dariusz Dudka, Mariusz Lewandowski, Seweryn Gancarczyk, Mariusz Jop, Michał Żewłakow, Marcin Baszczyński, Jacek Bąk
    - Pomocnicy: Damian Gorawski, Piotr Giza, Arkadiusz Radomski, Radosław Sobolewski, Mirosław Szymkowiak, Sebastian Mila, Jacek Krzynówek, Kamil Kosowski, Euzebiusz Smolarek
    - Napastnicy: Paweł Brożek, Ireneusz Jeleń, Grzegorz Rasiak, Maciej Żurawski.
- Koszykówka
  - NBA: Cleveland Cavs – Detroit Pistons 74:72 (gracz meczu LeBron James), Dallas Mavericks – San Antonio Spurs 123:118 (gracz meczu Dirk Nowitzki).
- Kolarstwo szosowe
  - Wyścig Pokoju: Niemiec Danilo Hondo wygrał kolejny etap tego wyścigu z Beroun do Karlovych Varów. Umocnił tym samym pozycję lidera.
  - Giro d’Italia: Liwin Tomas Vaitkus (AG2R Prevoyance) wygrał 9. etap tego wyścigu, wyprzedzając na finiszu Paolo Bettiniego (2.) i Robbiego McEwena (4.). Liderem pozostaje Ivan Basso (Team CSC).
  - Dookoła Katalonii: Fabian Cancellara (Team CSC) wygrał pierwszy etap (jazda indywidualna na czas) tego wyścigu.

## 14 maja
- Formuła 1
  - GP Hiszpanii: Fernando Alonso z Renault po raz pierwszy w karierze wygrał wyścig o Grand Prix Hiszpanii, który w niedzielę odbył się na torze Catalunya pod Barceloną. Broniący tytułu mistrza świata hiszpański kierowca odniósł trzecie zwycięstwo w tym sezonie Formuły 1.
- Kolarstwo górskie
  - Puchar Świata w kolarstwie górskim, Madryt: Maja Włoszczowska zajęła 4. miejsce i tym samym wskoczyła na 4. pozycję w klasyfikacji generalnej PŚ. Zawody wygrała Mistrzyni Świata, Gunn-Rita Dahle. Na 15. miejscu do mety dojechała Anna Szafraniec. Magdalena Sadłecka nie ukończyła wyścigu.
- Kolarstwo szosowe
  - Giro d’Italia: Pierwszy górski etap, z Civitanova Marche do Maielletta wygrał Ivan Basso (Team CSC) i tym samym objął prowadzenie w wyścigu. Drugie miejsce zajął Damiano Cunego. Najlepszy z Polaków, Sylwester Szmyd zajmuje 18. pozycję w klasyfikacji generalnej ze stratą 5:03 do lidera.
  - Wyścig Pokoju: Na mecie w Czeskich Budziejowicach pierwszy był Niemiec Danilo Hondo i objął tym samym prowadzenie w klasyfikacji generalnej wyścigu.
- Koszykówka
  - PLK: 3. mecz finałowy pary Anwil Włocławek – Prokom Trefl Sopot 64:66 (gracz meczu Goran Jagodnik).
  - NBA: LA Clippers – Phoenix Suns 114:107 (gracz meczu Elton Brand), New Jersey Nets – Miami Heat 92:102 (gracz meczu Dwyane Wade).
- Piłka nożna
  - Na dzień przed ogłoszeniem kadry na mistrzostwa świata, reprezentacja Polski pewnie pokonała we Wronkach Wyspy Owcze 4:0. Dwie bramki dla „Biało Czerwonych” zdobył Grzegorz Rasiak, a po jednym trafieniu dorzucili Sebastian Mila i Marek Saganowski.
- Tenis
  - Finał turnieju ATP Masters Series w Rzymie (Italian Open): Rafael Nadal (Hiszpania) – Roger Federer (Szwajcaria) 6:7, 7:6, 6:4, 2:6, 7:6
  - Finał turnieju WTA Tour w Berlinie: Nadieżda Pietrowa (Rosja) – Justine Henin-Hardenne (Belgia) 4:6, 6:4, 7:5
  - Finał turnieju WTA Tour w Pradze: Szachar Pe’er (Izrael) – Samantha Stosur (Australia) 4:6, 6:2, 6:1

## 13 maja
- Kolarstwo szosowe
  - Giro d’Italia: Belg Rik Verbrugghe (Cofidis) dość niespodziewanie wygrał najdłuższy etap tegorocznej edycji wyścigu Dookoła Włoch o długości 236 km z Ceseny do Saltary. Zaatakował z grupy uciekinierów na 5 km przed metą mając 40 sekund przewagi nad peletonem i dowiózł prowadzenie do mety. Drugi na mecie zjawił się jeden z faworytów, Paolo Savoldelli (Discovery Channel) tracąc do zwycięzcy 14 sekund. Serhij Honczar (T-Mobile Team) stracił kilka sekund do Savoldelliego, udało mu się jednak odzyskać prowadzenie w klasyfikacji generalnej wyścigu. Najlepszy z Polaków, Sylwester Szmyd zajmuje obecnie 33. pozycję ze stratą 2 minut i 40 sekund do lidera.
  - Wyścig Pokoju: Pierwszy etap z Linz do Schrems o długości 139 km wygrał po sprincie z peletonu Baden Cooke. Najlepszy z Polaków, Marcin Lewandowski (Intel-Action) zajął 9. miejsce.
- Koszykówka
  - NBA: Cleveland Cavs – Detroit Pistons (gracz meczu LeBron James), Dallas Mavericks – San Antonio Spurs 104:103 (gracz meczu Dirk Nowitzki).
- Piłka nożna
  - 30. kolejka Orange Ekstraklasy: Arka Gdynia – Polonia Warszawa 0:1, Klub Sportowy Cracovia – Zagłębie Lubin 0:0, GKS Bełchatów – Amica Wronki 1:2, Górnik Łęczna – Górnik Zabrze 1:0, Dyskobolia – Kolporter Korona 0:3, Pogoń Szczecin – Lech Poznań 0:0, Odra Wodzisław – Wisła Płock 1:0, Legia Warszawa – Wisła Kraków 1:2.
  - 28. kolejka II ligi polskiej: Podbeskidzie Bielsko-Biała – Świt Nowy Dwór Mazowiecki 2:0, Zagłębie Sosnowiec – ŁKS Łódź 0:1, Lechia Gdańsk – Polonia Bytom 1:0, Jagiellonia Białystok – Górnik Polkowice 0:1, Zawisza Bydgoszcz – KSZO Ostrowiec Świętokrzyski 0:0, Śląsk Wrocław – Piast Gliwice 1:0, Ruch Chorzów – Drwęca Nowe Miasto 2:2, ź – Szczakowianka Jaworzno 1:0, HEKO Czermno – Radomiak Radom 1:0.
  - 38. kolejka Primera División: RCD Mallorca – Real Saragossa 3:1, Celta Vigo – Getafe CF 1:0, Cádiz CF – Málaga CF 5:0, Atlético Madryt – Real Betis 1:1, Espanyol Barcelona – Real Sociedad 1:0, Deportivo Alavés – Deportivo La Coruña 1:0, Villarreal CF – Racing Santander 2:0.
  - 37. kolejka Serie A: Ascoli – S.S. Lazio 1:4, ACF Fiorentina – Reggina 5:2, Inter Mediolan – Siena 1:1, Juventus F.C. – US Palermo 2:1, Lecce – Chievo 0:0, Livorno – UC Sampdoria 0:0, Udinese Calcio – Cagliari Calcio 2:0, Parma – A.C. Milan 2:3, ACR Messina – Empoli FC 1:2, AS Roma – Treviso 1:0.
  - 34. kolejka Bundesligi: Hannover 96 – Bayer 04 Leverkusen 2:2, FC Köln – Arminia Bielefeld 4:2, Bayern Monachium – Borussia Dortmund 3:3, Schalke 04 Gelsenkirchen – VfB Stuttgart 3:2, Duisburg – FSV Mainz 0:0, 1. FC Nürnberg – Hertha BSC 2:1, Eintracht Frankfurt – Borussia Mönchengladbach 0:2, VfL Wolfsburg – FC Kaiserslautern 2:2, Hamburger SV – Werder Brema 1:2.
  - 38. kolejka Ligue 1: AS Monaco – AS Nancy 2:2, Toulouse FC – FC Sochaux-Montbéliard 1:2, RC Lens – FC Nantes 3:1, FC Metz – PSG 1:0, Girondins Bordeaux – Olympique Marsylia 1:1, AJ Auxerre – RC Strasbourg 4:0, Olympique Lyon – Le Mans FC 8:1, Troyes AC – OGC Nice 1:2, Rennais – Lille OSC 2:2, AC Ajaccio – AS Saint-Étienne.

## 12 maja
- Kolarstwo szosowe
  - Giro d’Italia: Australijczyk Robbie McEwen (Davitamon-Lotto) wygrał po finiszu z peletonu szósty etap kolarskiego wyścigu Giro d’Italia z Busseto do Forlì (227 km). Liderem został drugi na mecie Niemiec Olaf Pollack (Team T-Mobile).
- Piłka nożna
  - Piłkarz Bayernu Monachium Jens Jeremies postanowił zakończyć karierę sportową. 32-letni pomocnik w sobotę po raz ostatni pojawi się na boisku.
- Koszykówka
  - 48-letni Słoweniec Andrej Urlep został oficjalnie ogłoszony trenerem reprezentacji Polski koszykarzy. O nominacji Urlepa poinformował podczas piątkowej konferencji prasowej w Warszawie prezes Polskiego Związku Koszykówki Roman Ludwiczuk.
  - NBA: New Jersey Nets – Miami Heat 92:103 (gracz meczu Dwyane Wade), LA Clippers – Phoenix Suns 91:94 (gracz meczu Shawn Marion).
- Formuła 1
  - GP Hiszpanii: Robert Kubica, kierowca testowy zespołu BMW-Sauber, uzyskał czwarty czas (1.16,628) podczas pierwszej sesji treningowej przed niedzielnym wyścigiem o Grand Prix Hiszpanii na torze Catalunya, położonym koło Barcelony. To szósta eliminacja mistrzostw świata Formuły 1.

## 11 maja
- Kolarstwo szosowe
  - Giro d’Italia: Drużyna Team CSC wygrała we włoskiej Cremonie etap jazdy drużynowej na czas o długości 35 km, wyprzedzając zaledwie o 1 sekundę drużynę Team T-Mobile. Nowym liderem wyścigu został Ukrainiec Serhij Honczar z T-Mobile.
- Koszykówka
  - PLK: 2. mecz finałowy pary Prokom Trefl Sopot – Anwil Włocławek 74:83 (gracz meczu Michał Ignerski).

## 10 maja
- Piłka nożna
  - 29. kolejka Orange Ekstraklasy: Górnik Zabrze – Legia Warszawa 0:1, Wisła Kraków – Arka Gdynia 3:1, Amica Wronki – Górnik Łęczna 3:0, Korona Kielce – GKS Bełchatów 0:0, Zagłębie Lubin – Dyskobolia Grodzisk 2:0, Wisła Płock – Cracovia 1:0, Lech Poznań – Odra Wodzisław 1:2, Polonia Warszawa – Pogoń Szczecin 1:1.
  - 27. kolejka II ligi polskiej: KSZO Ostrowiec Świętokrzyski – Ruch Chorzów 1:4, Świt Nowy Dwór Mazowiecki – Jagiellonia Białystok 0:3, Polonia Bytom – Zagłębie Sosnowiec 0:3, Radomiak Radom – Śląsk Wrocław 1:1, ŁKS Łódź – Widzew Łódź 1:3, Górnik Polkowice – Zawisza Bydgoszcz 1:1, Drwęca – HEKO Czermno 1:2, Piast Gliwice – Lechia Gdańsk 5:1, Szczakowianka Jaworzno – Podbeskidzie Bielsko-Biała 1:1.
  - Puchar UEFA: Po raz pierwszy w historii Sevilla FC zdobyła Puchar UEFA po zwycięstwie nad Middlesbrough F.C. 4:0.
- Koszykówka
  - NBA: Miami Heat – New Jersey Nets 111:89 (gracz meczu Dwyane Wade), Phoenix Suns – LA Clippers 97:122 (gracz meczu Elton Brand).

## 9 maja
- Kolarstwo szosowe
  - Giro d’Italia: Australijczyk Robbie McEwen (Davitamon-Lotto) wygrał po finiszu z peletonu czwarty etap kolarskiego wyścigu Giro d’Italia z belgijskiego Wanze do Hotton (193 km). Liderem pozostał zwycięzca trzeciego etapu, Niemiec Stefan Schumacher (Gerolsteiner). Jutro czeka kolarzy dzień przerwy, w czasie którego wyścig przeniesie się z Belgii do Włoch, na etap jazdy drużynowej na czas w Cremonie.
- Koszykówka
  - PLK: 1. mecz finałowy pary Prokom Trefl Sopot – Anwil Włocławek 88:72.
  - NBA: Detroit Pistons – Cleveland Cavaliers 97:91 (gracz meczu Rasheed Wallace), San Antonio Spurs – Dallas Mavericks 91:113 (gracz meczu Josh Howard).

## 8 maja
- Kolarstwo szosowe
  - Giro d’Italia: Niemiec Stefan Schumacher (Gerolsteiner) wygrał po ucieczce z peletonu na końcowych metrach trzeci etap Giro d’Italia, z Perwez do Namur (202 km).
- Koszykówka
  - NBA: Miami Heat – New Jersey Nets 88:100 (gracz meczu Jason Kidd), Phoenix Suns – LA Clippers 130:123 (gracz meczu Steve Nash).

## 7 maja
- Piłka nożna
  - 28. kolejka Orange Ekstraklasy: GKS Bełchatów – Zagłębie Lubin 3:0, Cracovia – Lech Poznań 3:2.
  - 38. kolejka Premier League: Bolton – Birmingham 1:0, Everton – West Bromwich 2:2, Arsenal – Wigan 4:2, Newcastle – Chelsea 1:0, Manchester United – Charlton 4:0, West Ham – Tottenham 2:1, Aston Villa – Sunderland 2:1, Fulham – Middlesbrough 1:0, Blackburn – Manchester City 2:0, Portsmouth – Liverpool 1:3.
  - 37. kolejka Serie A: Ascoli – S.S. Lazio 1:4, ACF Fiorentina – Reggina 5:2, Inter Mediolan – Siena 1:1, Juventus F.C. – US Palermo 2:1, Lecce – Chievo 0:0, Livorno – UC Sampdoria 0:0, Udinese Calcio – Cagliari Calcio 2:0, Parma – A.C. Milan 2:3, ACR Messina – Empoli FC 1:2, AS Roma – Treviso 1:0.
  - 37. kolejka Primera División: Real Sociedad – Celta Vigo 2:2, Real Betis – RCD Mallorca 2:1, Getafe CF – Cádiz CF 3:1, Racing Santander – CA Osasuna 2:1, Real Saragossa – Deportivo Alavés 3:0, Real Madryt – Villarreal CF 3:3, Deportivo La Coruña – Athletic Bilbao 1:2.
- Koszykówka
  - NBA: Detroit Pistons – Cleveland Cavaliers 130:123 (gracz meczu: Chauncey Billups), San Antonio Spurs – Dallas Mavericks 87:85 (gracz meczu Tim Duncan).
- Tenis
  - J&S Cup: Belgijka Kim Clijsters zwyciężyła w tegorocznym J&S Cup rozgrywanym na kortach Warszawianki. W finale pokonała Rosjankę Swietłanę Kuzniecową 7-5, 6-2. Mecz trwał 1 godzinę i 24 minuty. Dla Clijsters jest to 31. tytuł w karierze i udany rewanż za ubiegłoroczny mecz półfinałowy. Kuzniecowa przegrała w finale warszawskiego turnieju już po raz trzeci z rzędu.
  - Finał turnieju ATP World Tour w Monachium: Olivier Rochus (Belgia) – Kristof Vliegen (Belgia) 6:4, 6:2
  - Finał turnieju ATP World Tour w Estoril: David Nalbandian (Argentyna) – Nikołaj Dawydienko (Rosja) 6:3, 6:4
  - Finał turnieju WTA Tour w Estoril: Zheng Jie (Chiny) – Li Na (Chiny) 6:7, 7:5 krecz Li Na
- Formuła 1
  - GP Europy 2006: Niemiec Michael Schumacher (Ferrari) wygrał na torze Nuerburgring Grand Prix Europy Formuły 1, piątą eliminację mistrzostw świata. Drugie miejsce zajął broniący tytułu Hiszpan Fernando Alonso (Renault), a trzeci był Brazylijczyk Felipe Massa (Ferrari).
- Podnoszenie ciężarów
  - Mistrzostwa Europy w podnoszeniu ciężarów: Mistrzem Europy w podnoszeniu ciężarów w kategorii 105 kg został Marcin Dołęga uzyskując w dwuboju 424 kg. Polak wynikiem 199 kg ustanowił rekord świata w rwaniu w tej kategorii wagowej.
- Kolarstwo szosowe
  - Giro d’Italia: Australijczyk Robbie McEwen (Davitamon-Lotto) wygrał po finiszu z peletonu drugi etap kolarskiego wyścigu Giro d’Italia. Liderem pozostał zwycięzca pierwszego etapu, ubiegłoroczny triumfator Giro, Włoch Paolo Savoldelli (Discovery Channel).

## 6 maja
- Piłka nożna
  - 28. kolejka Orange Ekstraklasy: Wisła Kraków – Górnik Zabrze 2:0, Arka Gdynia – Pogoń Szczecin 0:0, Górnik Łęczna – Kolporter Korona 3:0, Groclin Dyskobolia – Wisła Płock 3:0, Odra Wodzisław – Polonia Warszawa 0:0.
  - 33. kolejka Bundesligi: Borussia Mönchengladbach – Hannover 96 2:2, Bayer 04 Leverkusen – 1. FC Nürnberg 2:2, FC Kaiserslautern – Bayern Monachium 1:1, Werder Brema – FC Köln 6:0, Hertha BSC – Hamburger SV 4:2, Borussia Dortmund – Eintracht Frankfurt 1:1, Arminia Bielefeld – MSV Duisburg 0:2, VfB Stuttgart – VfL Wolfsburg 2:1, FSV Mainz – Schalke 04 Gelsenkirchen 1:0.
  - 37. kolejka Primera División: Málaga CF – Sevilla FC 0:2, FC Barcelona – Espanyol Barcelona 2:0, Valencia CF – Atlético Madryt 1:1.
  - 37. kolejka Ligue 1: PSG – AC Ajaccio 2:4, Toulouse FC – AS Monaco 3:2, Le Mans FC – RC Lens 0:0, AS Saint-Étienne – Rennais 0:0, Lille OSC – Olympique Lyon 4:0, Olympique Marsylia – RC Strasbourg 2:2, AS Nancy – AJ Auxerre 1:3, OGC Nice – FC Metz 2:1, FC Nantes – Girondins Bordeaux 0:1, FC Sochaux-Montbéliard – Troyes AC.
- Koszykówka
  - NBA: Phoenix Suns – LA Lakers 121:90 (gracz meczu Boris Diaw-Riffiod).
- Tenis
  - J&S Cup: Belgijka Kim Clijsters, najwyżej rozstawiona z tenisistek, została pierwszą finalistką warszawskiego turnieju J&S Cup (z pulą nagród 600 tys. dol.). Wiceliderka rankingu WTA pokonała w sobotę 7:5, 6:4 Rosjankę Jelenę Diemientjewą (nr 3.).
  - J&S Cup: Rozstawiona z numerem czwartym Rosjanka Swietłana Kuzniecowa będzie rywalką Belgijki Kim Clijsters, wiceliderki rankingu tenisistek, w finale turnieju z cyklu WTA Tour – J&S Cup (z pulą nagród 600 tys. dol.), rozgrywanego w Warszawie.
- Lekkoatletyka
  - Mityng Grand Prix IAAF: Szymon Ziółkowski (AZS Poznań) wygrał konkurs rzutu młotem w mityngu lekkoatletycznym Grand Prix IAAF w Osace. Mistrz olimpijski z Sydney uzyskał wynik 77,64 m i wyprzedził o ponad dwa i pół metra Białorusina Andrieja Woroncowa.
- Podnoszenie ciężarów
  - Mistrzostwa Europy w podnoszeniu ciężarów: Tytuł mistrza Europy w podnoszeniu ciężarów w kategorii 94 kg zdobył reprezentant Azerbejdżanu Nizami Paszajew z wynikiem w dwuboju 402 kg. Drugie miejsce zajął Szymon Kołecki – 394 kg, trzeci był Rosjanin Andriej Diemianow – 393 kg. Bartłomiej Bonk ukończył zawody na piątym miejscu z wynikiem 387 kg w dwuboju.
- Szermierka
  - PŚ florecistek: Sylwia Gruchała (Sietom AZS AWFiS Gdańsk) wygrała w sobotę w Sankt Petersburgu turniej Pucharu Świata florecistek. W finale pokonała Węgierkę Edinę Knapek 11:5.

## 5 maja
- Piłka nożna
  - Lekarze ze szpitala MSW przy ul. Wołoskiej zrobili wszystko co możliwe, ale stan zdrowia Kazimierza Górskiego (85 lat) jest bardzo ciężki. rak, z którym „Trener Tysiąclecia” walczy od lat i który wydawał się już pokonany, znów zaatakował z całą siłą – podał Super Express.
  - Włoski Związek Piłki Nożnej wszczął wewnętrzne dochodzenie w sprawie ujawnienia przez prasę zapisu podsłuchanych za zgodą prokuratora rozmów, podczas których dyrektor generalny Juventusu Luciano Moggi ustalał z byłym już szefem specjalnej komisji sędziowskiej związku Pierluigim Pairetto, kto ma sędziować mecze zarówno krajowe, jak i międzynarodowe jego klubu.
  - Niedzielny mecz Arsenalu Londyn z Wigan Athletic będzie ostatnim w karierze Holendra Dennisa Bergkampa. 36-letni Holender postanowił zakończyć sportową karierę.
  - 28. kolejka Orange Ekstraklasy: Legia Warszawa – Amica Wronki 1:0.
  - 26. kolejka II ligi polskiej: Podbeskidzie – ŁKS Łódź 1:0, Ruch Chorzów – HEKO Czermno 4:2.
  - 34. kolejka Jupiler League: Lokeren – Germinal Beerschot 1:2, Club Brugge – RC Genk 3:0, KSK Beveren – Excelsior Mouscron 1:0, Sint-Truiden – FC Bruksela 0:1, Lierse – Roeselare 1:0, Standard Liège – AA Gent 0:2, RSC Anderlecht – SV Zulte-Waregem 3:0, Westerlo – La Louvičre 2:1, Sporting Charleroi – Cercle Brugge 0:1.
- Koszykówka
  - NBA: Washington Wizards – Cleveland Cavaliers 113:114 (gracz meczu LeBron James), Sacramento Kings – San Antonio Spurs 83:105 (gracz meczu Tony Parker).
- Tenis
  - J&S Cup: Belgijka Kim Clijsters została pierwszą półfinalistką turnieju WTA – J&S Cup (z pulą nagród 600 tys. dol.), rozgrywanego w Warszawie. W piątek najwyżej rozstawiona w imprezie tenisistka wygrała 6:4, 6:4 z Włoszką Francescą Schiavone (nr 5).
  - J&S Cup: Występująca z „dziką kartą”, Agnieszka Radwańska odpadła w ćwierćfinale turnieju WTA – J&S Cup (z pulą nagród 600 tys. dol.) w Warszawie. 17-letnia polska tenisistka przegrała 7:5, 3:6, 1:6 z Rosjanką Jeleną Diemientjewą, rozstawioną z numerem trzecim. Mecz trwał dwie godziny i 18 minut.
- Formuła 1
  - GP Europy 2006: Robert Kubica, kierowca testowy zespołu BMW Sauber, uzyskał trzeci oraz ósmy czas podczas dwóch piątkowych sesji treningowych przed niedzielnym wyścigiem o Grand Prix Europy na niemieckim torze Nürburgring, piątą eliminacją mistrzostw świata Formuły 1.

## 4 maja
- Piłka nożna
  - Rada nadzorcza MKS Pogoń Szczecin wybrała Kazimierza Ćwikłę na nowego prezesa klubu piłkarskiego – poinformowała oficjalna strona internetowa drużyny. Zastąpił on Zbigniewa Koźmińskiego, który złożył rezygnację.
- Koszykówka
  - PLK: Anwil Włocławek jest drugim zespołem, który wywalczył awans do finału mistrzostw Polski koszykarzy. Włocławianie w wielkim finale Dominet Basket Ligi zmierzą się z Prokomem Treflem Sopot. W czwartek Anwil wygrał po raz trzeci z beniaminkiem Polpakiem Świecie 87:61. Graczem meczu został Michał Ignerski.
  - NBA: Detroit Pistons – Milwaukee Bucks 122:93 (gracz meczu Rip Hamilton), Chicago Bulls – Miami Heat 96:113 (gracz meczu Shaquille O’Neal), Indiana Pacers – New Jersey Nets 90:96 (gracz meczu Richard Jefferson).
- Tenis
  - J&S Cup: Rozstawiona z numerem czwartym Swietłana Kuzniecowa awansowała do ćwierćfinału warszawskiego turnieju WTA – J&S Cup (z pulą nagród 600 tys. dol.). Rosyjska tenisistka pokonała w czwartek 6:3, 6:1 Bułgarkę Cwetanę Pironkową, która wcześniej przebijała się przez eliminacje.
  - J&S Cup: W meczu dwóch byłych liderek rankingu tenisistek, Amerykanka Venus Williams – rozstawiona z siódemką – pokonała 4:6, 7:5, 6:4 Szwajcarkę Martinę Hingis w drugiej rundzie turnieju WTA – J&S Cup (z pulą nagród 600 tys. dol.), rozgrywanego w Warszawie.
- Podnoszenie ciężarów
  - ME w podnoszeniu ciężarów: Dominika Misterska (WLKS Siedlce) wywalczyła we Władysławowie brązowy medal mistrzostw Europy w podnoszeniu ciężarów w kategorii 69 kg. W dwuboju uzyskała 221 kg.

## 3 maja
- Koszykówka
  - PLKK: Koszykarki Wisły Can-Pack Kraków zdobyły tytuł mistrzyń Polski wygrywając w decydującym, siódmym meczu finałowym ekstraklasy z Lotosem Gdynia 72:66.
  - PLK: Prokom Trefl Sopot pokonał na wyjeździe Energę Czarnych Słupsk 77:61 w trzecim meczu półfinałowym Dominet Basket Ligi. Graczem meczu został Adam Wójcik.
  - NBA: Cleveland Cavs – Washington Wizards 121:120 (gracz meczu LeBron James).
- Piłka nożna
  - Puchar Polski: Wisła Płock po raz pierwszy w swojej historii sięgnęła po piłkarski Puchar Polski. W rewanżowym spotkaniu rozegranym w Płocku gospodarze wygrali z Zagłębiem Lubin 3:1.
  - 36. kolejka Primera División: Sevilla FC – Getafe CF 3:0, Athletic Bilbao – Real Saragossa 1:0, Cádiz CF – Real Sociedad 2:2, Deportivo Alavés – Real Betis 2:0, Espanyol Barcelona – Deportivo La Coruña 1:2, Villarreal CF – Málaga CF 2:1, RCD Mallorca – Valencia CF 2:1, Atlético Madryt – CA Osasuna 0:1, Celta Vigo – FC Barcelona 0:1.
  - 32. kolejka Bundesligi: Bayern Monachium – VfB Stuttgart 3:1, Schalke 04 Gelsenkirchen – Arminia Bielefeld 3:1, VfL Wolfsburg – 1. FSV Mainz 05 0:3, MSV Duisburg – Werder Brema 3:5, Eintracht Frankfurt – FC Kaiserslautern 2:2.
  - 36. kolejka Ligue 1: Rennais – Paris Saint-Germain 1:1, AJ Auxerre – Olympique Marsylia 1:2.
  - 37. kolejka Scottish Premier League: Celtic F.C. – Kilmarnock 2:0, Hearts – Aberdeen 1:0, Inverness CT – Falkirk 2:0, Livingston – Motherwell 0:1.
- Tenis
  - J&S Cup: Agnieszka Radwańska po raz pierwszy w karierze wystąpi w ćwierćfinale imprezy z cyklu WTA Tour. 17-letnia polska tenisistka osiągnęła tę fazę w warszawskim turnieju J&S Cup (z pulą nagród 600 tys. dol.), po zwycięstwie 6:1, 6:2 nad Czeszką Klárą Koukalovą.
  - J&S Cup: Marta Domachowska, grając z Janette Husárovą, odpadła w pierwszej rundzie warszawskiego turnieju tenisistek J&S Cup (z pulą nagród 600 tys. dol.). Polsko-słowacki debel przegrał 7:5, 6:7 (1-7), 4:6 z Czeszką Ivetą Benešovą i Holenderką Michaëllą Krajicek.
- Podnoszenie ciężarów
  - ME w podnoszeniu ciężarów: Tytuł mistrzyni Europy w podnoszeniu ciężarów w kategorii 58 kg zdobyła Rosjanka Marina Szajnowa z wynikiem w dwuboju 237 kg. Drugie miejsce zajęła Fetie Kasaj (Albania) – 227 kg, trzecia była Aleksandra Klejnowska – 218 kg. Marieta Gotfryd zajęła w mistrzostwach piąte miejsce z wynikiem 205 kg w dwuboju.
- Lekkoatletyka
  - Bieg długodystansowy: Dwukrotna rekordzistka świata na 3000 m z przeszkodami, brązowa i srebrna medalistka mistrzostw Europy w crossie Justyna Bąk (NKS Namysłów) zwyciężyła w Puławach w organizowanym od 1958 roku uliczno-przełajowym Biegu Konstytucji „O Błękitną Wstęgę Wisły” na dystansie 4 km.
  - Sztafeta: Rosjanin Michaił Chmiel, który w ostatnich pięciu latach z dużym powodzeniem trenował sztafety Holandii i Australii, został szkoleniowcem brytyjskiego zespołu 4 × 100 m mężczyzn.

## 2 maja
- Piłka nożna
  - Napastnik reprezentacji Polski Grzegorz Rasiak podpisał czteroletni kontrakt z drugoligowym klubem Southampton. Za wypożyczonego z Tottenhamu Hotspur piłkarza „Święci” zapłacili 2 miliony funtów.
  - Zbigniew Kaczmarek został pierwszym szkoleniowcem piłkarzy Arki Gdynia. Dotychczasowy II trener zastąpił urlopowanego Wojciecha Wąsikiewicza.
  - Młodzieżowa reprezentacja Polska zremisowała z Litwą 1:1 (0:0) w towarzyskim meczu, rozegranym w Kownie. Bramki strzelili: Błażej Telichowski (70-samobójcza) dla Litwy oraz Kamil Oziemczuk (89) dla Polski.
  - Piłkarska reprezentacja Polski przegrała w Bełchatowie sparingowe spotkanie z Litwą 0:1 (0:1). (–> Wikinews)
  - 32. kolejka Bundesligi: Köln – Hamburger SV 0:1, 1. FC Nürnberg – Borussia Mönchengladbach 5:2, Hannover 96 – Borussia Dortmund 1:2, Hertha BSC – Bayer 04 Leverkusen 1:5.
  - 37. kolejka Scottish Premier League: Dundee United – Dunfermline 0:1, Hibernian – Rangers 1-2.
- Koszykówka
  - NBA: Miami Heat – Chicago Bulls 92:78 (gracz meczu Dwyane Wade), New Jersey Nets – Indiana Pacers 92:86 (gracz meczu Vince Carter), San Antonio Spurs – Sacramento Kings 109:98 (gracz meczu Manu Ginobili), Phoenix Suns – LA Lakers 114:97 (gracz meczu Boris Diaw-Riffiod).
- Snooker
  - W nocy naszego czasu tytuł mistrza świata w snookerze zdobył Graeme Dott (Szkocja), wygrywając w finale z Peterem Ebdonem (Anglia) 18:14. To pierwszy tytuł dla Dotta, który nigdy przedtem nie wygrał turnieju rankingowego. Pojedynek Dotta z Ebdonem przejdzie do historii, ponieważ był najdłuższym finałem, podobnie jak 27. frame, który trwał aż 74 minuty i osiem sekund. (–> Wikinews)
- Tenis
  - J&S Cup: Agnieszka Radwańska wyeliminowała 6:4, 4:6, 6:4 Rosjankę Anastasiję Myskinę, rozstawioną z numerem szóstym, w pierwszej rundzie turnieju WTA – J&S Cup (z pulą nagród 600 tys. dol.).
  - J&S Cup: Polska tenisistka Marta Domachowska przegrała 4:6, 5:7 z Aną Ivanović z Serbii i Czarnogóry i odpadła w pierwszej rundzie warszawskiego turnieju WTA – J&S Cup (z pulą nagród 600 tys. dol.).

## 1 maja
- Tenis stołowy
  - Chiny wygrały z Koreą Płd. 3:0 w finale turnieju mężczyzn rozgrywanych w Bremie drużynowych mistrzostw świata w tenisie stołowym. Brązowe medale zdobyli Niemcy i reprezentanci Hongkongu. Chińczycy, którzy w Bremie bronili mistrzowskiego tytułu, zostali po raz 15. w historii najlepszą drużyną świata. Po raz ostatni zostali pokonani w 2000 roku, gdy w finale MŚ przegrali ze Szwecją. Polacy sklasyfikowani zostali na 21. miejscu.
- Tenis
  - J&S Cup: Karolina Kosińska i Agnieszka Radwańska odpadły w pierwszej rundzie debla w warszawskim turnieju WTA – J&S Cup (z pulą nagród 600 tys. dol.). Polskie tenisistki przegrały 0:6, 4:6 z Hiszpanką Anabel Mediną-Garrigues i Słowenką Katariną Srebotnik, rozstawionymi z dwójką.
  - J&S Cup: Szwajcarka Martina Hingis awansowała do drugiej rundy warszawskiego turnieju WTA – J&S Cup (z pulą nagród 600 tys. dol.). Była liderka rankingu tenisistek pokonała w poniedziałek 7:5, 7:6 (7-1) Rosjankę Mariję Kirilenko.
- Narciarstwo alpejskie
  - Szwajcarska narciarka alpejska Corinne Rey-Bellet została zastrzelona w domu rodziców w miejscowości Les Crosets przez nieznanego napastnika. Żyła 33 lata.
- Koszykówka
  - PLK: drugi mecz półfinałowy pary Anwil Włocławek – Polpak Świecie 78:61. Graczem meczu został Gatis Jahovičs.
  - NBA: Milwaukee Bucks – Detroit Pistons 99:109 (gracz meczu Chauncey Billups), Memphis Grizzlies – Dallas Mavericks 76:102 (gracz meczu Dirk Nowitzki), LA Clippers – Denver Nuggets 101:83 (gracz meczu Elton Brand).
- Piłka nożna
  - 37. kolejka Premier League: Sunderland – Arsenal 0:3, West Bromwich – West Ham 0:1